# Bernhard Cullmann
Bernhard „Bernd“ Cullmann (* 1. listopad 1949, Rötsweiler) je bývalý německý fotbalista, který reprezentoval Západní Německo. Nastupoval především na pozici záložníka.
Se západoněmeckou reprezentací vyhrál mistrovství světa roku 1974 a mistrovství Evropy 1980 Zúčastnil se též světového šampionátu v Argentině roku 1978, byť na závěrečném turnaji nenastoupil. V národním týmu odehrál 40 utkání, v nichž vstřelil 6 branek.
S 1. FC Köln, kde strávil celou kariéru, se stal německým mistrem (1977/78) a získal tři německé poháry (1976/77, 1977/78, 1982/83). V první Bundeslize odehrál 341 zápasů, v nichž vstřelil 29 branek.